# Massacre de Santa Clara
O Massacre de Santa Clara foi como a imprensa mexicana chamou a partida de futebol em que a Seleção Mexicana foi derrotada por 7–0 pela Seleção Chilena, nas quartas-de-final da Copa América Centenário. A partida foi disputada na cidade de Santa Clara, na Califórnia-EUA, no estádio Levi's Stadium, no dia 18 de junho de 2016. O México estava há 364 dias sem derrotas. Neste período, eles haviam disputado 22 partidas.
Este resultado entrou para a história do futebol por conta dos seguintes fatos:
- Maior goleada da Copa América desde 1975;[4]
- Maior goleada da história da Seleção Chilena;[5]
- Pior derrota da Seleção Mexicana na história da Copa América – a anterior, havia sido de 4 a 0 para o Brasil;[6]
- Pior derrota da Seleção Mexicana em partidas oficiais (a derrota por 8 a 0 frente a Inglaterra, em 1961, foi em um amistoso).[4]

## Detalhes
| 18 de junho   | México | 0 – 7             | Chile                                                   | Levi's Stadium, Santa Clara                      |
| 22:00 (UTC−4) |        | CONMEBOL CONCACAF | Puch 16', 88' · Vargas 44', 52', 57', 74' · Sánchez 49' | Público: 70 547 Árbitro: BRA Héber Roberto Lopes |

| Cores do Time · Cores do Time · Cores do Time · Cores do Time · Cores do Time | México | Chile | Cores do Time · Cores do Time · Cores do Time · Cores do Time · Cores do Time |

| G                  | 13 | Guillermo Ochoa     |     |     |
| LD                 | 22 | Paul Aguilar        |     |     |
| Z                  | 2  | Néstor Araujo       |     |     |
| Z                  | 15 | Héctor Moreno       |     |     |
| LE                 | 7  | Miguel Layún        | 64' |     |
| M                  | 20 | Jesús Dueñas        |     | 46' |
| M                  | 16 | Héctor Herrera      |     |     |
| M                  | 18 | Andrés Guardado     | 59' |     |
| A                  | 8  | Hirving Lozano      |     | 46' |
| A                  | 10 | Jesús Manuel Corona |     | 61' |
| A                  | 14 | Javier Hernández    |     |     |
| Substituições:     |    |                     |     |     |
| A                  | 9  | Raúl Jiménez        |     | 46' |
| M                  | 21 | Carlos Peña         |     | 46' |
| Z                  | 5  | Diego Reyes         |     | 61' |
| Treinador:         |    |                     |     |     |
| Juan Carlos Osorio |    |                     |     |     |

| G                  | 1  | Claudio Bravo         |     |     |
| LD                 | 6  | José Pedro Fuenzalida |     |     |
| Z                  | 17 | Gary Medel            |     | 60' |
| Z                  | 18 | Gonzalo Jara          |     |     |
| LE                 | 15 | Jean Beausejour       |     | 73' |
| M                  | 20 | Charles Aránguiz      |     |     |
| M                  | 8  | Arturo Vidal          | 39' |     |
| M                  | 21 | Marcelo Díaz          |     | 57' |
| A                  | 22 | Edson Puch            |     |     |
| A                  | 7  | Alexis Sánchez        |     |     |
| A                  | 11 | Eduardo Vargas        |     |     |
| Substituições:     |    |                       |     |     |
| M                  | 5  | Francisco Silva       |     | 57' |
| Z                  | 3  | Enzo Roco             |     | 60' |
| A                  | 14 | Mark González         |     | 73' |
| Treinador:         |    |                       |     |     |
| Juan Antonio Pizzi |    |                       |     |     |

| Homem do Jogo: Eduardo Vargas Bandeirinhas: Kléber Lúcio Gil Bruno Boschilia Quarto Árbitro: José Argote Quinto Árbitro: Luis Sánchez |

## Reações Pós-Jogo
Após o jogo, o capitão da Seleção Mexicana, Andrés Guardado, deu a seguinte declaração:

Não há muito o que dizer. A única coisa que passa pela cabeça é pedir desculpas para todas as pessoas, todo o país. Porque não jogamos sempre assim. Não tenho mais nada a dizer, não passa nada pela cabeça. É uma derrota muito dolorosa, e temos que seguir em frente e tirar isso da nossa lembrança o mais rápido possível. Estou sem palavras.
Chicharito Hernández foi no mesmo tom, pedindo desculpas ao povo, e dizendo: "Estamos envergonhados". Já o técnico. Juan Carlos Osorio, visivelmente abatido, assumiu a responsabilidade e disse que errou em tudo.
Com relação a imprensa Mexicana, ela não perdoou ninguém da equipe, e sobrou até para a Federação Mexicana de Futebol.